# Videolaparoscopia
Videolaparoscopia é uma técnica cirúrgica minimamente invasiva realizada por auxílio de uma endocâmera no
abdômen (laparo). Para criar o espaço necessário às manobras cirúrgicas e adequada visualização das vísceras abdominais a cavidade peritonial é insuflada com gás carbônico.
O instrumental cirúrgico e a endocâmera entram na cavidade através de trocaters, que são como tubos com válvulas para permitir a entrada de CO2 e dos instrumentos sem a saída de gás, que são introduzidos através de pequenas incisões na pele (i.e. 5 a 14 mm).
O pneumoperitônio é realizado de forma aberta ou fechada. Na forma aberta é realizada uma minilaparotomia e o trocar é inserido diretamente, sob visão direta na cavidade. Na forma fechada é realizada uma punção com uma agulha especial (agulha de Veress) e após ser atingido o nível pressórico desejado é inserido um trocar com um mandril (tipo de punção afiado que preenche o trocar) às cegas na cavidade. Após a introdução do primeiro portal é inserida a endocâmera, a cavidade é inspecionada e são inseridos demais portais de acordo com a necessidade, de acordo com o procedimento a ser realizado.
Ao final da operação são retirados os trocartes e as incisões são fechadas.
A técnica de videoendoscopia também pode ser realizada em outros compartimentos como no tórax (videotoracoscopia), no pescoço, na face (em procedimentos de cirurgia plástica), vias urinárias e articulações. Nas artroscopias (videoendoscopia de articulações) e endoscopia urinárias não é utilizado o gás carbônico para se criar espaço de trabalho e sim água destilada.